# Rhesalistis
Rhesalistis é um gênero de traça pertencente à família Arctiidae.